# 中華基督教會銘賢書院
中華基督教會銘賢書院（英語：The Church of Christ in China Ming Yin College，簡稱：CCCMYC），是於1966年由中華基督教會創辦的英文中學，位於香港九龍石硤尾港鐵站上蓋。現時銘賢書院的校訓為「學以明道，榮神益人」（英語：Learn to perceive the Word of God, Glorify Him and do good to others），是深水埗區地區名校之一，排名（坊間傳說）穩居該區前三位置；該校公開試成績表現優異。在過去的十年中，公開試成績有60％達到1A校級；40％是1B校級；師生稱學校為MYCollege。是該區基層男生讀資助類中學的首選。

## 校政管理

### 歷任校監
- 1966年至1973年：潘頓 牧師（Rev. Hedley Percival Bunton）
- 1973年至1984年：汪彼得 牧師
- 1984年至1985年：李清詞 牧師
- 1985年至1988年：郭乃弘 牧師
- 1988年至1993年：翁珏光 牧師
- 1993年至1994年：吳振智 牧師
- 1994年至1997年：胡丙杰 牧師
- 1997年至2003年：陸輝 牧師
- 2003年至2005年：張黃韻瑤 女士
- 2005年至2009年：李錦昌 先生
- 2009年至2015年：蘇成溢 牧師
- 2015年至2021年：陳應城 先生
- 2021年至今：李志華 先生

### 歷任校長
日校
- 京力士先生（Mr. Rex King）（任期：1966-1972）
- 陳和通先生（任期：1972-1977；由同系何福堂書院調任，再調至同系銘基書院）
- 楊寶坤先生（任期：1977-1990）
- 周朱瑞華女士（任期：1990-1995）
- 陳紹才先生（任期：1995-2015）
- 陳綺雯博士（任期：2015-2021）
- 李揚真博士（任期：2021-2024；由同系銘基書院調任）
- 陳美儀女士（任期：2024-；由同系基道中學調任）

夜校
- 戴文品先生[2]
- 陳和安先生[3]
- 陞澤湝先生[4]

## 外部連結
- 中華基督教會銘賢書院網站（页面存档备份，存于）
- 九龍地域傑出學生選舉2010：「龍域」十傑生 銘賢李嘉雯盼當律師
- 中學配合新制靈活開班